# Heimvideo-Sendung
Heimvideo-Sendungen (manchmal auch Homevideo-Show, Pannenshow oder Clipshow genannt) sind Fernsehsendungen, in denen zusammengeschnittene Privat-Videos gezeigt werden, in denen Personen oft ungewollt in slapstickartige, komische Situationen (oft Missgeschicke) geraten. Die Videoclips werden mit Musik unterlegt gezeigt, oftmals wird die Abfolge der Clips auch durch einen Moderator im Studio unterbrochen, oder ein Sprecher aus dem Off kommentiert das Geschehen.
| Sender                        | Titel                              | Ausstrahlung        | Moderation |
| ----------------------------- | ---------------------------------- | ------------------- | --- |
| Tokyo Broadcasting System     | Fun TV with Kato-chan and Ken-chan | 1986–1992           | Ken Shimura, Cha Katō |
| Das Erste                     | Pleiten, Pech und Pannen           | 1986–2003 2014–2017 | Max Schautzer Judith Rakers                                                                                                |
| American Broadcasting Company | America’s Funniest Home Videos     | 1989–               | Bob Saget, John Fugelsang, Daisy Fuentes, Tom Bergeron, Alfonso Ribeiro                                                    |
| Canale 5                      | Paperissima                        | 1990–2013           | Lorella Cuccarini, Ezio Greggio, Marco Columbro, Marisa Laurito, Natalia Estrada, Gerry Scotti, Michelle Hunziker          |
| Tele 5, später DSF und RTL II | Bitte lächeln                      | 1990–1998           | Martina Menningen, Mike Carl, Gundis Zámbó, Matthias Opdenhövel, Aleksandra Bechtel, Jessica Stockmann, Manfred Erwe u. a. |
| Canal 13 (Chile)              | Video loco                         | 1991–2002           | Álvaro Salas, Checho Hirane, Eliseo Salazar                                                                                |
| tm3                           | Schwupps                           | 1999–2000           | Mike Carl und Giulia Siegel                                                                                                |
| Super RTL                     | Upps! – Die Pannenshow             | 2005–2018           | Dennie Klose; Off-Kommentar: Monty Arnold                                                                                  |
| RTL                           | Upps! – Die Superpannenshow        | 2005–2009           | Andrea Göpel, Oliver Beerhenke; Off-Kommentar: Monty Arnold                                                                |
| RTL II                        | Bitte lachen!                      | 2005–2006           | Gerlinde Jänicke |
| kabel eins                    | ClipCharts                         | 2005–2006           | Eddie Cool (ein animierter Eisbär); ab 15. Mai 2006 Miriam Wimmer                                                          |
| kabel eins                    | Mitgelacht!                        | 2006–2007           | Miriam Pielhau |
| ORF eins                      | Echt lustig                        | 2006, 2009          | Viktor Gernot |
| Comedy Central                | Total lustig                       | 2007–2009           | Ruth Moschner |
| Sat.1                         | 111 …                              | 2017–               | kein Moderator |
| ProSieben                     | Darüber staunt die Welt            | 2020–               | kein Moderator |
| ProSieben                     | Pokerface – nicht lachen!          | 2021                | kein Moderator |
| RTL                           | Die lustigsten Homevideos der Welt | 2021–2022           | Frank Buschmann, Jan Köppen                                                                                                |